# Cheoljong
Cheoljong (coréen : 철종 ; né en 1831, mort en janvier 1864) est le 25e roi de la dynastie Yi de Corée de 1849 à sa mort. Son nom de naissance est Yi Byeon (hangeul : 이변 ; hanja : 李昪). Il porta aussi le titre de prince Tosung.

## Biographie

### Jeunes années et origines
Yi Byeon naît le 25 juillet 1831 à Séoul. Il est l'arrière-arrière-petit-fils du roi Yeongjo et le troisième fils du prince Jeongye (전계, 1785 - 1841). Sa mère est la princesse consort Yeom Yongseong (염용성). Il passa une partie de son enfance sur l'ile de Ganghwa où son grand-père, le prince Euneon, avait été envoyé en exil à cause d'une conspiration. En 1844, après la mort de son père, il est lui aussi banni à Ganghwa avec son frère aîné et le reste de sa famille.

### Contexte politique
Au début du XIXe siècle, le clan des Kim d'Andong qui avait fourni plusieurs reines à la dynastie des Yi s'était emparé du pouvoir dans presque toute la Corée. La stagnation sociale qui en résultait était un terrain fertile pour les soulèvements. La corruption et le détournement de fonds du trésor atteignaient des proportions considérables. Les rébellions succédaient aux catastrophes naturelles. En effet, c'était une des périodes les plus sombres de l'histoire du pays.
Le seul but des Kim d'Andong était de conserver leur influence. Leur campagne acharnée pour dominer complètement la cour avait conduit à une situation où presque tous les représentants de la famille royale avait quitté Séoul. Lorsqu'un membre des Yi paraissait être un candidat approprié à l'accès au trône, il était soit accusé de trahison, soit exécuté ou envoyé en exil. Ainsi, à la mort du roi Heonjong qui n'avait pas de fils, aucun candidat acceptable ne put être trouvé. Cette tâche incombait à la plus vieille des reines douairières, Sunwon (1789 - 1857), née Kim Jo-sun, une Kim d'Andong.

### Accès au pouvoir et vie familiale
Trois jours après la mort d'Heonjong, Yi Byeon est désigné comme successeur. Lorsque les envoyés menés par Jeong Won-Yong et chargés d'aller chercher le futur roi arrivent à Ganghwa, ils trouvent une famille survivant dans la misère et apeurée. Âgé de 18 ans, Yi Byeon est adopté officiellement sous le nom de Yi Won-beom puis proclamé roi sous le nom de Cheoljong malgré sa pauvreté évidente et son absence d'éducation. Il ne peut même pas lire un seul mot de sa carte de félicitations lors de son accession au trône, même si les rois précédents de la période Joseon avaient accordé la plus haute importance à l'éducation de leur fils. Même après 18 années de règne, il n'avait toujours pas appris à se déplacer avec dignité ni à porter les habits royaux de sorte qu'il ressemblait encore à un pêcheur même dans les robes les plus luxueuses.
Pour les Kim d'Andong, Cheoljong est un excellent choix. Son illettrisme le rend facilement manipulable et contrôlable et la vieille reine Sunwon peut continuer à assurer la régence jusqu'en 1851. La même année, il épouse une autre Kim d'Andong, la fille de Kim Mun-geun, alors âgée de 14 ans et connue après sa mort sous le nom de reine Cheorin. Ses autres épouses sont Gwi-in Park (귀인 박씨), Gwi-in Cho (귀인 조씨), Gwi-in Lee (귀인 이씨) , Suk-ui Bang (숙의 방씨), Suk-ui Beom (숙의 범씨), Gong-in Lee (궁인 이씨), Gong-in Kim (궁인 김씨) et Gong-in Park (궁인 박씨). Il a cinq fils et quatre filles, mais la plupart meurent avant d'avoir un an. Seule la fille de Suk-ui Beom, la princesse Yeonghye (영혜옹주), née en 1859, passe le cap de l'enfance et peut épouser le prince Kumoinung (1861 - 1939), plus connu sous le nom de Park Yeong-hyo, un des auteurs du coup d'État de Gapsin et créateur du drapeau national. Elle disparaît le 4 juillet 1872, trois mois après son mariage.

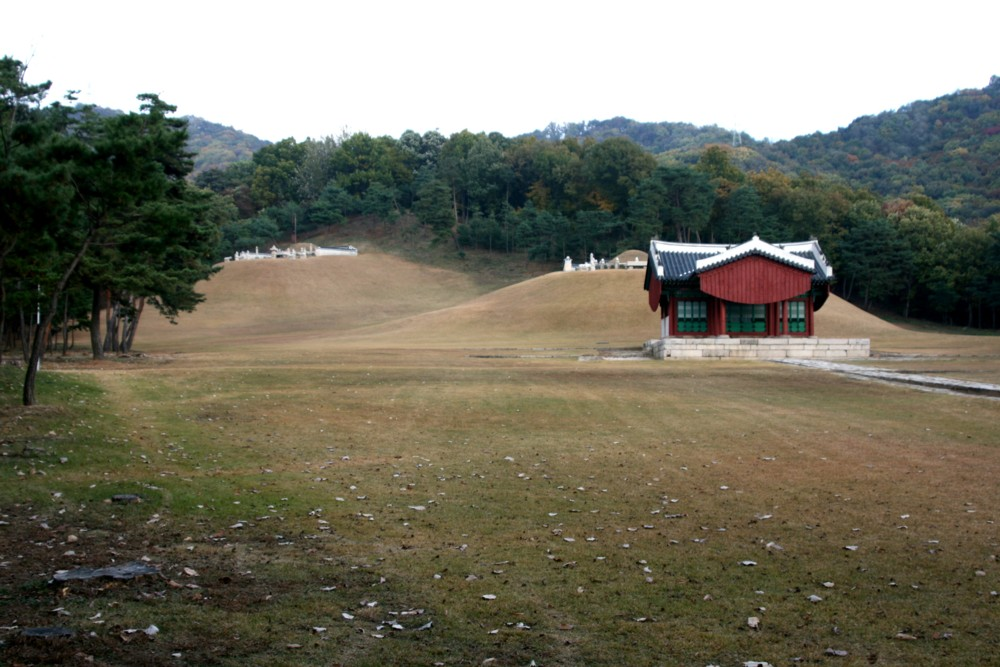
Le groupe de tombes de Seosamneung à Goyang

Il meurt sans héritier le 16 janvier 1864 dans le palais Changdeokgung et est enterré à Yerung, Goyang. Sa tombe fait partie de l'ensemble des tombes royales de la dynastie Joseon. Âgé de 11 ans, Gojong, membre d'une autre lignée de la famille Yi, lui succède sous la régence de son père Daewongun.
Cheoljong fait agrandir sa maison natale en 1853, l'appelant Yongheung-gung, « le palais du dragon qui se lève ». C'est un simple bâtiment avec des chambres pour les serviteurs des deux côtés de la porte principale. Reconstruit en 1903 et 1974, il a été désigné propriété culturelle tangible no 20.

### La Corée pendant son règne
Pendant son règne, le pays continue de mener une politique isolationniste. Toutefois, la menace européenne est toujours présente. Ainsi, en 1854, deux vaisseaux russes se présentent devant la côte du Hamgyong et causent la mort de nombreux coréens lors d'escarmouches. De même, des missionnaires tels que Siméon-François Berneux entrent clandestinement dans le pays et recommencent à répandre secrètement le catholicisme. Des milliers de personnes se convertissent. Parallèlement et en réaction à la montée de la menace étrangère et de la corruption des puissants, le charismatique Choe Je-u parcourt le sud du pays et fonde les bases du cheondoïsme et du mouvement donghak, le « savoir oriental ». Les tensions entre les paysans et l'aristocratie aboutissent en 1862 à un soulèvement populaire dans la province du Gyeongsang qui sera cependant vite réprimé.

## Famille

### Ascendants
|  |                            |  |  |  |  |  |  |  |  |  |  |  |  |  |  |  |
|  | Le roi Yeongjo (1694-1776) |  |  |  |  |  |  |  |  |  |  |  |  |  |  |  |
|  |                            |  |  |  |  |  |  |  |  |  |  |  |  |  |  |  |
|  |                            |  |  |  |  |  |  |  |  |  |  |  |  |  |  |  |
|  | Prince Sado (1735-1762)    |  |  |  |  |  |  |  |  |  |  |  |  |  |  |  |
|  |                            |  |  |  |  |  |  |  |  |  |  |  |  |  |  |  |
|  |                            |  |  |  |  |  |  |  |  |  |  |  |  |  |  |  |
|  | Lee Jeong                  |  |  |  |  |  |  |  |  |  |  |  |  |  |  |  |
|  |                            |  |  |  |  |  |  |  |  |  |  |  |  |  |  |  |
|  |                            |  |  |  |  |  |  |  |  |  |  |  |  |  |  |  |
|  | Prince Euneon (1754-1801)  |  |  |  |  |  |  |  |  |  |  |  |  |  |  |  |
|  |                            |  |  |  |  |  |  |  |  |  |  |  |  |  |  |  |
|  |                            |  |  |  |  |  |  |  |  |  |  |  |  |  |  |  |
|  | Im Suk                     |  |  |  |  |  |  |  |  |  |  |  |  |  |  |  |
|  |                            |  |  |  |  |  |  |  |  |  |  |  |  |  |  |  |
|  |                            |  |  |  |  |  |  |  |  |  |  |  |  |  |  |  |
|  | Prince Jeongye (1785-1841) |  |  |  |  |  |  |  |  |  |  |  |  |  |  |  |
|  |                            |  |  |  |  |  |  |  |  |  |  |  |  |  |  |  |
|  |                            |  |  |  |  |  |  |  |  |  |  |  |  |  |  |  |
|  | Yi (1764-1819)             |  |  |  |  |  |  |  |  |  |  |  |  |  |  |  |
|  |                            |  |  |  |  |  |  |  |  |  |  |  |  |  |  |  |
|  |                            |  |  |  |  |  |  |  |  |  |  |  |  |  |  |  |
|  | Yi Byeon, roi Cheoljong    |  |  |  |  |  |  |  |  |  |  |  |  |  |  |  |
|  |                            |  |  |  |  |  |  |  |  |  |  |  |  |  |  |  |
|  |                            |  |  |  |  |  |  |  |  |  |  |  |  |  |  |  |
|  | Yeom Yongseong             |  |  |  |  |  |  |  |  |  |  |  |  |  |  |  |
|  |                            |  |  |  |  |  |  |  |  |  |  |  |  |  |  |  |
|  |                            |  |  |  |  |  |  |  |  |  |  |  |  |  |  |  |

### Descendants
- Épouses et descendances

1. Reine Cheorin du clan Andong Kim (철인왕후 김씨) (27 avril 1837 - 12 juin 1878)
  1. Yi Yung-jun (이융준) (22 novembre 1858 - 25 mai 1859), second fils
2. Concubine royale Gwi-in du clan Miryang Park (귀인 박씨) (1827 - 9 mai 1889)
  1. Premier fils (3 Août 1854 - 1854)
3. Concubine royale Gi-in du clan Pungyang Jo[5] (귀인 조씨) (1842 - 1865)
  1. Troisième fils (7 novembre 1859 - 1859)
  2. Quatrième fils (24 février 1861 - 1861)
4. Concubine royale Sug-ui du clan Onyang Bang (숙의 방씨) (? - 1878)
  1. Première fille (1851 - 1853)
  2. Seconde fille (1853 - ?)
5. Concubine royale Sug-ui du clan Geumseong Beom (숙의 범씨) (1838 - 23 janvier 1884)
  1. Princesse Yeonghye (영혜옹주) (1858 - 7 août 1872), quatrième fille
6. Concubine royale Sug-ui du clan Gimhae Kim (숙의 김씨) (1833 - ?)
  1. Troisième fille (5 août 1856 - ?)
7. Dame de cour Yi (궁인 이씨)
  1. Cinquième fils (1er octobre 1862 - 1862)
  2. Sixième fille
8. Dame de cour Park (궁인 박씨)
  1. Cinquième fille

## Titres

### Titres royaux
- Prince Deokwan (덕완군; 德完君)
- Roi de Joseon (조선 국왕; 朝鮮國王)

### Titres posthumes
- Durant la dynastie Joseon
  - Cheoljong Huiryunjeonggeuk Sudeoksunseong Munhyeonmuseong Heon'in'yeonghyo de Joseon (철종 희륜정극 수덕순성 문현무성 헌인영효 대왕; 哲宗熙倫正極粹德純聖文顯武成獻仁英孝大王)
- Durant l'Empire coréen
  - Cheoljong Huiryunjeonggeuk Sudeoksunseong Heummyeonggwangdo Don'wonchanghwa Munhyeonmuseong Heon'in'yeonghyo Empereur Jang de l'Empire coréen (철종 희륜정극 수덕순성 흠명광도 돈원창화 문현무성 헌인영효 장황제; 哲宗熙倫正極粹德純聖欽明光道敦元彰化文顯武成獻仁英孝章皇帝)[6],[7]

## Dans la culture populaire
- Interprété par Jung Wook en 2020 dans Kingmaker: The Change of Destiny
- Interprété par Kim Jung-hyun en 2020-2021 dans Mr. Queen de TVN

## Source
- (en) Cet article est partiellement ou en totalité issu de l’article de Wikipédia en anglais intitulé « Cheoljong of Joseon » (voir la liste des auteurs).